# Léon Serpollet

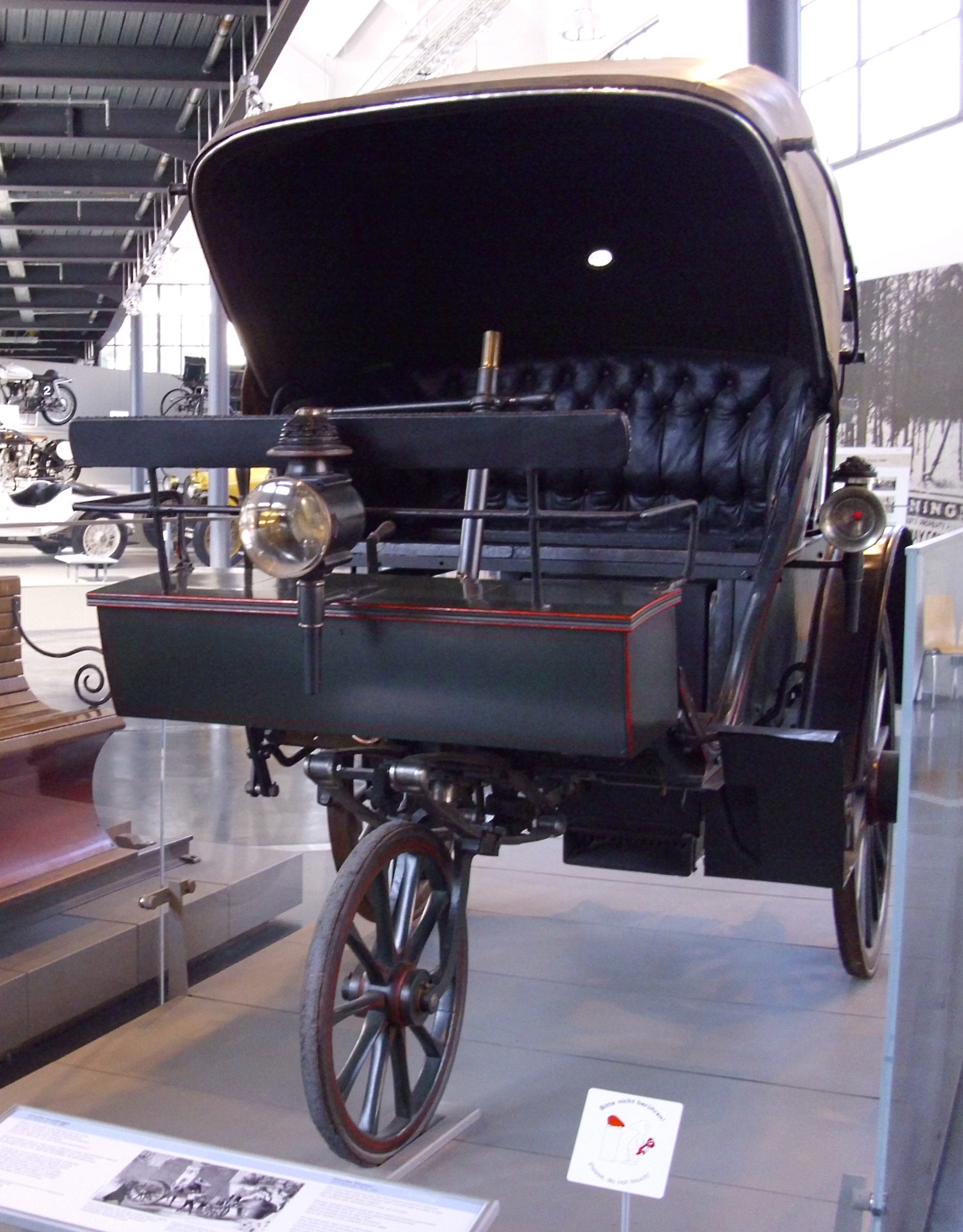
Dampf-Dreirad von Léon Serpollet von 1891

Gardner-Serpollet (steam) 5HP Double phaeton von 1900

Léon Serpollet (* 25. November 1858 in Culoz; † 1. Februar 1907 in Paris) war ein französischer Konstrukteur, Unternehmer und Automobilpionier, der vor allem für seine Dampfwagen bekannt ist.

## Konstrukteur
Aufgewachsen in einer Schreinerfamilie in Culoz im Département Ain, trug er ab 1878 zur Fertigstellung des ersten Dampferzeugers mit unmittelbarer Verdampfung bei. Das Prinzip war von seinem älteren Bruder Henri (1848–1915) eher zufällig entdeckt worden. Der Kessel wurde am 25. Oktober 1879 zum Patent angemeldet, dieses wurde 1881 erteilt.
Léon lebte mittlerweile in Paris, wo er als Schreiner angestellt war und am Conservatoire National des Arts et Métiers (CNAM) Ingenieurwesen studierte. Abends arbeitete er an seinen Entwürfen für Dampfkessel und Dampfwagen. 1883 gab der Staat sein Patent zur allgemeinen Nutzung frei, somit brauchten die Serpollets eine neue Basis zur wirtschaftlichen Nutzung ihrer Ideen. Bis 1886 hatte Léon einen beträchtlich vereinfachten Kessel fertiggestellt und patentieren lassen.

## Unternehmer
Im Unternehmer Larsonneau fanden sie einen begeisterten Partner, der ihnen Räumlichkeiten auf dem Grundstück Rue des Cloys 27 im Montmartre überließ; Larsonneau war auch der größte Investor in die Société des Moteurs Serpollet Frères, ein Unternehmen, das die Brüder gemeinsam mit Larsonneau noch 1886 in Paris gründen konnten.
Hier entstand mit dem Serpollet-Dampfdreirad eines der ersten industriell gefertigten Kraftfahrzeuge. Es hatte einen ölgefeuerten Serpollet-Kessel und eine für damalige Verhältnisse recht fortschrittliche Vierkolben-Dampfmaschine mit Tellerventilen und Kurbelgehäuse. Léon Serpollets von der Stadt Paris im Juli 1888 ausgestellte Erlaubnis zum Fahren auf öffentlichen Straßen dürfte der erste Führerschein der Welt gewesen sein. Weitere Fernfahrten folgten; so eine zu einem Familienbesuch nach Culoz und eine weitere nach Großbritannien. 1888 kam es zu einer einvernehmlichen geschäftlichen Trennung der Brüder, weil Henri zurück nach Culoz wollte.
Vier in Lizenz gebaute Serpollet-Dampfdreiräder waren die ersten selbstgebauten Automobile der Brüder Peugeot, die auch als Peugeot Typ 1 in die Automobilgeschichte eingingen.
Im Januar 1890 unternahm Léon Serpollet, begleitet von seinem Freund, dem Luftfahrtpionier Ernest Archdeacon (1863–1950), in einem der in Lizenz gebauten Peugeot eine Fahrt von Paris nach Lyon, um dort Produktionsräume zu besichtigen. Die beschwerliche, von zahlreichen Pannen unterbrochene Winterfahrt dürfte die erste motorisierte Geschäftsreise der Geschichte gewesen sein.
1898 ging Serpollet eine Partnerschaft mit dem US-Amerikaner Frank L. Gardner ein. Der Benzinmotor verdrängte zunehmend die Dampfmaschine und der Bau von Personenwagen wurde nebensächlich, Serpollet verlegte sich auf Dampflastwagen und -busse. Finanzielle Probleme im Unternehmen führten zum Streit und zur Trennung von Gardner, der seine Anteile 1905 an Alexandre Darracq verkaufte. Mit ihm gründete Serpollet 1906 das Unternehmen Darracq-Serpollet, und in Suresnes wurde neben dem Darracq-Werk mit dem Bau einer Nutzfahrzeugfabrik begonnen. Deren Fertigstellung erlebte Léon Serpollet nicht mehr; er starb 48-jährig im Februar 1907 an Kehlkopfkrebs.

## Geschwindigkeitsrekord
Neben seiner Tätigkeit als Konstrukteur und Hersteller von Fahrzeugen fuhr Léon Serpollet – mit allerdings mäßigem Erfolg – einige Rennen. Er hielt aber als erster Fahrer eines nicht-elektrisch angetriebenen Fahrzeuges den Landgeschwindigkeitsrekord über den Fliegenden Kilometer. Sein eiförmiger Dampfwagen Œuf de Pâques (Osterei) erreichte am 13. April 1902 in Nizza auf der Promenade des Anglais eine Geschwindigkeit von 120,8 km/h. Damit brach er den Rekord des Elektroauto-Konstrukteurs Camille Jenatzy aus dem Jahr 1899, der als erster Mensch mit einem Fahrzeug schneller als 100 km/h gefahren war. Nur ein einziges Mal brach nochmals ein Dampfwagen den Weltrekord für Landfahrzeuge, als Fred H. Marriott am 26. Januar 1906 in Daytona Beach auf dem Stanley Rocket 121,57 mph (195,647 km/h) erreichte.

## Ehrungen
Der stets bescheiden und höflich auftretende Léon Serpollet wurde kurz vor seinem Tod in die Ehrenlegion aufgenommen.

## Anekdoten
- Eine richtige Fahrerlaubnis musste später auch Serpollet erwerben, nur um sie wegen zu schnellen Fahrens bereits 1890–1891 für längere Zeit zu verlieren[1]; der Entzug erfolgte wahrscheinlich, mangels präziser Messmethoden, nach Ermessen des Polizisten.
- 1891 nahm Serpollet auf dessen Bitten einen ihm unbekannten Jungen auf eine ausgedehnte Rundfahrt auf einem Tricycle mit. Der Funke sprang wohl über; als sie sich einige Jahre später wieder begegneten, war aus Louis Renault (1877–1944) einer der führenden französischen Autokonstrukteure und -hersteller geworden.[1]